# 普菲辰格拉本河 (美因河支流)
50°01′18″N 10°19′43″E / 50.021536°N 10.328668°E
普菲辰格拉本河是德國的河流，位於該國東南部，由巴伐利亞負責管轄，屬於美因河的左支流，河道全長1.6公里，流經施韋因富特縣。